# U-275
Unterseeboot 275 foi um submarino alemão do Tipo VIIC, pertencente a Kriegsmarine que atuou durante a Segunda Guerra Mundial.

## Comandantes
| Comandante             | Data                                   |
| ---------------------- | -------------------------------------- |
| Oblt. Helmut Bork      | 25 de novembro de 1942 - julho de 1944 |
| Oblt. Helmuth Wehrkamp | julho de 1944 - 10 de março de 1945    |

## Subordinação
Durante o seu tempo de serviço, esteve subordinado às seguintes flotilhas:
| Período                                      | Flotilha                                  |
| -------------------------------------------- | ----------------------------------------- |
| 25 de novembro de 1942 - 31 de maio de 1943  | 8. Unterseebootsflottille (treinamento)   |
| 1 de junho de 1943 - 30 de setembro de 1944  | 3. Unterseebootsflottille (serviço ativo) |
| 1 de outubro de 1944 - 10 de março de 1945 1 | 1. Unterseebootsflottille (serviço ativo) |

## Operações conjuntas de ataque
O U-275 participou das seguinte operações de ataque combinado durante a sua carreira:
- Rudeltaktik Leuthen (15 de setembro de 1943 - 24 de setembro de 1943)
- Rudeltaktik Rossbach (24 de setembro de 1943 - 9 de outubro de 1943)
- Rudeltaktik Borkum (18 de dezembro de 1943 - 3 de janeiro de 1944)
- Rudeltaktik Dragoner (21 de maio de 1944 - 22 de maio de 1944)